# Sunshine Groove
『Sunshine Groove』（サンシャイン・グルーヴ）は、1999年12月15日にパイオニアLDCから発売された中西圭三10枚目のスタジオ・アルバム。

## 解説
1999年、2作目となるオリジナル・アルバム。前作『Moonlight Groove』の発売からわずか2か月での次作発売に至った。
本作も前作に続き、中西による作詞楽曲が収録されている。
本作が10年間所属した、パイオニアLDCからの最後のオリジナル・アルバムとなった。

## 収録曲
作曲：中西圭三（特記以外）　
1. bug
  - 作詞：松井五郎　編曲：U-SKE ASADA
2. Another World
  - 作詞：川村真澄　作曲：中西圭三・小西貴雄　編曲：小西貴雄
3. Touch of your lips
  - 作詞：川村真澄　編曲：有賀啓雄
4. 樹氷
  - 作詞：森雪之丞　作曲：中西圭三・小西貴雄　編曲：清水信之
5. Snowy Sun
  - 作詞：朝水彼方　編曲：有賀啓雄
  - 「アテニア化粧品」CMソング
6. HIGH and LOW
  - 作詞：松井五郎　作曲：中西圭三・小西貴雄　編曲：中路英明
7. 星のオアシス
  - 作詞：朝水彼方　編曲：桜井鉄太郎
8. LOOSE END〜闇を照らす朝
  - 作詞：中西圭三・BANANA ICE　編曲：AKIRA
9. NATURE
  - 作詞：朝水彼方　編曲：有賀啓雄
  - TBSテレビ系「ジャスト」エンディング・テーマ
10. ENTER
  - 作詞：村野耕治　編曲：小西貴雄
  - 「横浜・八景島シーパラダイス」CMソング